# 宅口 (學甲)
宅口是臺灣臺南市學甲區的一個傳統地域名稱，也是舊時學甲十三庄中下社庄頭中的角頭聚落之一，在學甲慈濟宮代表的八個選舉區中為下角區。早期的行政區曾經規劃為學甲鎮百福里，2006年2月1日臺南市行縣市合併，升格之後進行鄉鎮行政區域調整，將慈生里與百福里合併為慈福里，其境內有供奉保生大帝的三級古蹟「慈濟宮」，居民則以羅、謝、李姓佔多數。

## 地理位置
今日的宅口聚落，其位置約於華宗路即臺19號道路（在學甲境內又稱中央公路）以東的濟生路兩側。北邊約在中山路即174道路以南，東邊約到民族路，南邊到民權路，西邊則到臺19號道路。

## 聚落脈絡
宅口（Th h-kháu）其聚落位於學甲市區的東邊，初始為李氏先祖李希彩其由來自福建泉州同安縣17都山邊鄉唐北社的，在清乾隆年間（1736-1795年）率領李陣、李填、李委、李桃和李桅等5子所拓墾的聚落，只是來臺前李希彩長子李陣於出發前即已亡故，於是便由李陣之子捧其牌位來臺。也因出來臺進行開墾的李氏後代有5人，因而李氏的後代子孫們便將五位先祖尊稱為「五房頭祖」，家族落地生根後繁衍子孫至今約已12世。
此外，李氏在初到臺灣之時並非立即落腳宅口，其原因乃是李姓來到學甲的時間最慢，當時落腳處一些較為肥沃的土地都已被先到的他姓先民所開墾，故而李氏只能先拓墾俗稱東勢埔仔（今山寮、瓦寮）一帶土地，只是這一帶為地勢較低窪且又是地脊的鹽分地，因此宅口的李姓祖先初來臺的生活其實甚為困難。之所以其後會在宅口落腳定居，據聞是其因於一個傳奇故事，原因始於慈濟宮一場熱鬧的開戲之爭，當時因李家介入開戲的紛爭，因此得罪了位於苓仔寮的大老，當地居民唯恐苓仔寮大老會九報復行動，所以李家受當地居民之邀便移居至次也跟著定居下來。
至於聚落名為宅口的由來，並沒有確切文獻特別的紀載，只是當地居民都認為是或許是因為此地是李氏庄園（或說住宅）的出入口之意。在日治時期宅口曾與東竹圍合併為學甲庄第七保，然戰後則又再各自分屬不同的村里，宅口曾與下社二部落組成百福里，2006年2月1日行政區進行域調整，又將慈生里與百福里合併為今日之慈福里。
在建庄近三百年期間，李氏後人又逐漸分支遷徙至各地，一部分後人分支遷徙至學甲區的頂洲（今三慶里內）、七股永吉等地。另也有部分族人與學甲後社庄民，移居位在學甲市區北郊急水溪南畔的德安寮，只是移居初始之際大多搭寮牧羊或幫人打工維生。

## 交通
由於宅口緊鄰學甲鬧區，因而對外交通甚為便利，主要道路縱向有臺19號與鄰近的縣171號線，而橫向也有臺84與縣174號線。 
臺19號道路在學甲境內稱中央公路，而為了紀念學甲的聞人陳華宗，因而自學甲國中起又稱為華宗路，道路一直南下沿著宅口聚落的東邊，經過將軍溪在此的麻豆大排進入佳里區的營頂。
至於臺84線在北門交流道離開臺61之後，向東行便到了學甲區，再往前至筏仔頭之後，轉東南方向直行離開學甲。沿線主要的庄社有：南側的舊頭港仔、新頭港仔、德安寮、山寮、頂山寮、煥昌(七塊厝)、新寮、瓦寮；北側的宅仔港。支線庄社：南側的後社、中社、宅口、下社仔；北側的西平寮、學甲寮。

## 宗教宗祠
興太宮為宅口聚落的角頭廟，主祀神祇中壇元帥，陪祀則是虎爺將軍。主祀神尊的金身是於乾隆年代，由李家祖先奉請自大陸祖籍泉州府同安縣十七都山邊鄉唐北社。惟初始之際因無固定場所供奉，所以便輪流供奉於當年值年爐主家中，直到1974年初始由族中擔任里長的李文彪倡議建廟，並於1975年廟宇落成並起名為興太宮，同年十二月九日入火安座。歲時以中壇元帥誕辰日的農曆9月初9做為廟慶日，並且於前一日必往慈濟宮進香，作為感謝之意。
宅口的李姓族人，於2008年在學甲東郊的中華路東郊田間建有2樓式「隴西宗祠」（「隴西」為李姓的堂號），宗祠的一樓設為族人活動中心，而李氏先祖神龕則設在二樓，祭祖儀式在每年在冬至前的週日舉行，並且在祭典後餐家族會都擺設宴席讓族人聚會。

## 產業
由於宅口位於學甲鬧區的西側，不僅緊鄰慈濟宮以及學甲市場，同時也是屬於鬧區的一隅，來往人潮頗多又加上外來的遊客，因此此聚落多以開店與商業為主，是屬於商業型聚落。

## 聞人
李賜端（1926 - ）  
出身於宅口，以梅軒、靜園主人等為筆名，於昭和18年（1943）畢業於臺南師範學校師資班，之後任教於臺南縣西港國民學校。戰後又調任學甲國民小學、東陽國民小學擔任教師、主任等職務。為臺灣書法學會永久會員，並也任臺南縣書法學會常務理事。
1975 年自東陽國小退休後，又受邀出任天仁工商職校文書組長，直到 1996 年因一場車禍於是便辭去職務在家休養，曾與書友松軒王英雄、竹軒陳秋野等書法家並稱為「歲寒三友」，2012 年年初文友於學甲慈濟宮為其舉辦「86 書法詩作回顧展」，同時為其出版專集。
李伯元（1936 -）
原出生於臺南白河的一個小商人家庭中，其後並於學甲宅口成長。1955年自屏東師專畢業，分派到臺南縣將軍鄉苓和國小任教，在任職小學之後才開始真正學畫，其後又選擇繼續進修，進入當時的省立臺灣師範大學藝術系深造。
1961年於師大藝術系畢業，分發到桃園縣南崁初中執教，之後在服役期間到高雄市區學習法文，幾經教學單位的輾轉後，1988年由高雄大仁國中教師退休後，前往美國紐約、法國巴黎等國家，最後並定居於巴黎從事油畫創作。在旅外約20年左右的時光後，最後回臺兼作書法創作並習佛多年，目前隱居於學甲的三角仔。

## 軼事傳說
關於宅口李陣等五兄弟定居學甲，起因於一段因緣典故，源於當年有一日兄弟五人欲前往下營辦事，路過學甲時適逢大廟（即慈濟宮）正要上演酬神戲，機會難得五人便索性駐足看完戲再去辦事。因等待許久未開戲，詢問廟公後卻得到演出的戲名需等待苓仔寮庄的大老來指定的說法。五兄弟大表不悅，強行要求廟方現行開演，並揚言其後果由他們（五兄弟）來負責。大老發現未等他出現重憤而折返。不久，一群來自苓仔寮的人馬意欲為大老出氣，不過最後負傷離去。李家兄弟在當地人勸說下，便定居於宅口下來予以保護學甲庄頭，雙方並立下一個條件，便是不必輪值慈濟宮的爐主頭家。

## 圖集

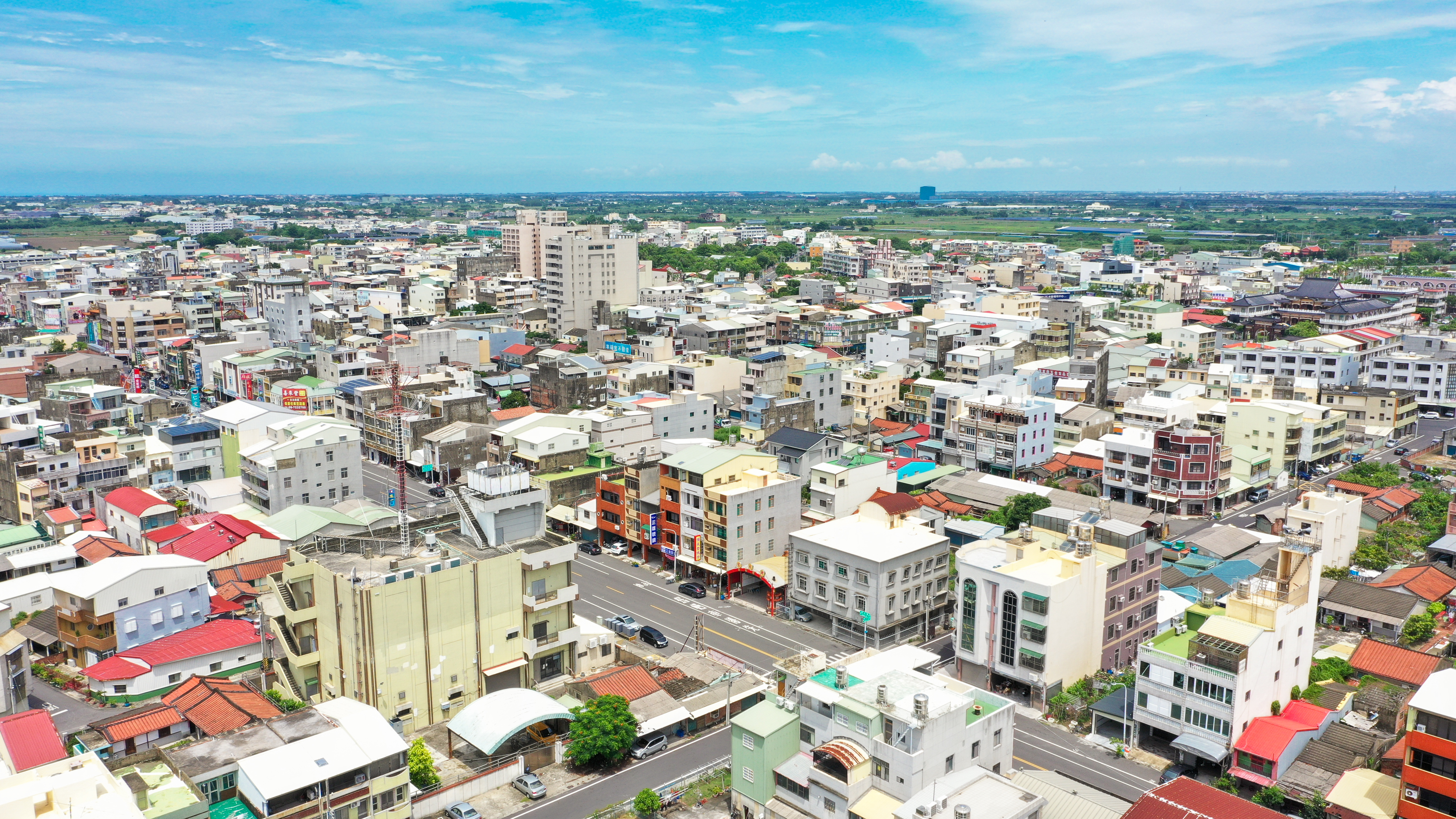
宅口空照鳥瞰 - 3
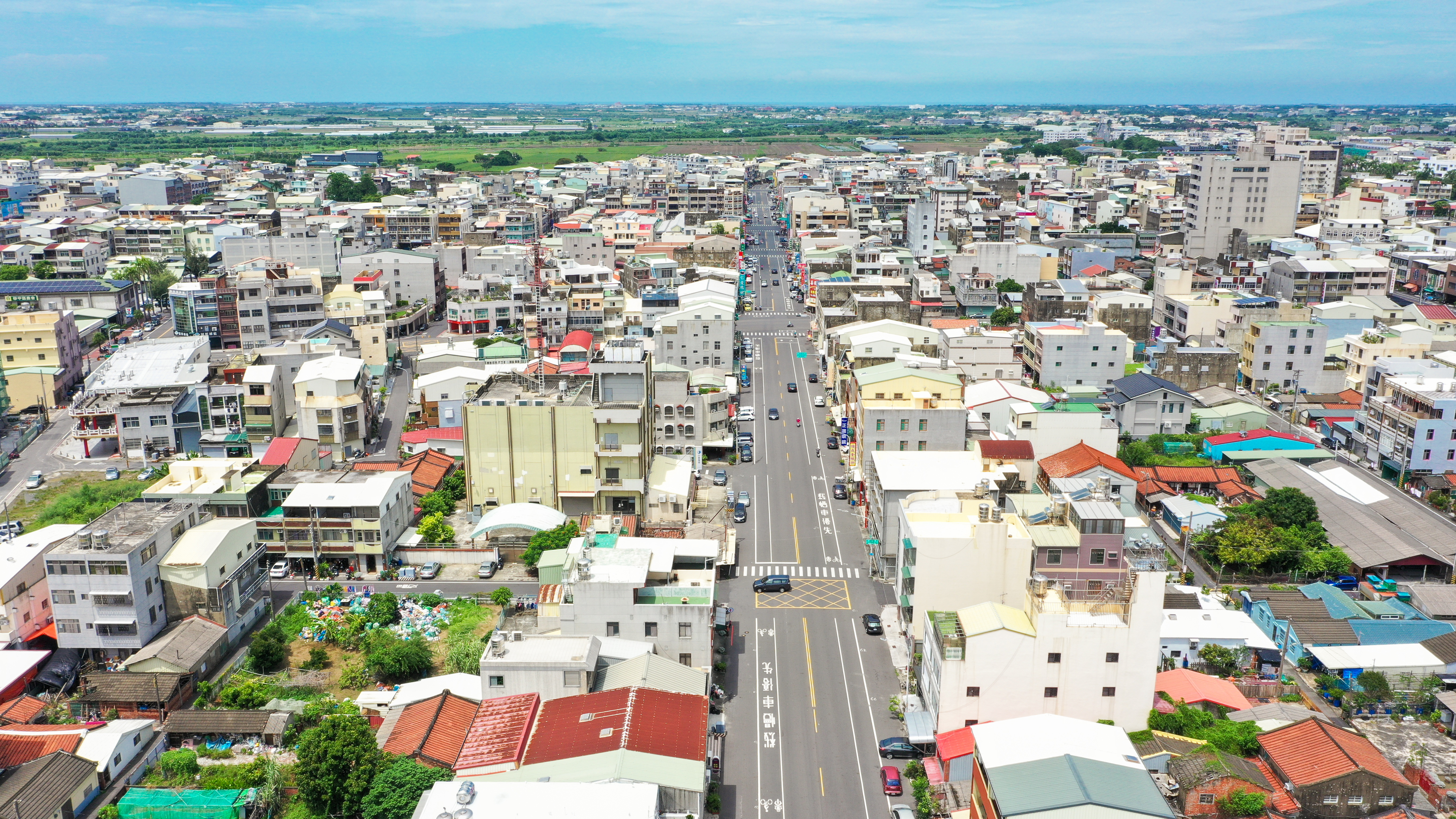
聚落內主要道路